# Umbriatico
Umbriatico é uma comuna italiana da região da Calábria, província de Crotone, com cerca de 973 habitantes. Estende-se por uma área de 72 km², tendo uma densidade populacional de 14 hab/km². Faz fronteira com Campana (CS), Carfizzi, Cirò, Crucoli, Pallagorio, Scala Coeli (CS).

## Demografia
| Variação demográfica do município entre 1861 e 2011                               |
|                                                                                   |
| Fonte: Istituto Nazionale di Statistica (ISTAT) - Elaboração gráfica da Wikipedia |